# Río Gurri
El río Gurri es un afluente del río Ter por su derecha. Nace en la vertiente noroccidental del Matagalls, en el Montseny (Barcelona), y discurre hacia el norte. Recoge agua de los términos de Seva, Taradell, Santa Eugenia de Berga, Malla, Calldetenes, Vich y Roda de Ter. El primer núcleo urbano que atraviesa es el de Gurri, que le da nombre, por una masía, el Gurri Xic, junto a la que ha crecido una urbanización, Monrodon, y que pertenece a Taradell. Gurri en la vieja lengua bascoibérica significa rojizo.
Sus principales afluentes son la riera de Taradell, por la derecha, el río de Tona, por la izquierda, la riera de Vilalleons, por la derecha, y el río Méder, su principal afluente, por la izquierda. Desde su confluencia con el Méder serpentea por la Plana de Vich a lo largo de una decena de kilómetros hasta su desembocadura en Roda de Ter.
El Gurri tiene un curso en el que predominan los meandros. Como el río Méder, su principal afluente, abasteció de agua a las curtidurías de Vich, por lo que ha sido un río contaminado hasta la construcción de las depuradoras. La confluencia de ambos ríos junto a la ciudad de Vich da lugar al parque de Xavier Roca y Viñas. Poco después del puente de Hierro, construido por La Maquinista Terrestre y Marítima de Barcelona el año 1930, se encuentra el puente de Bruguer, construcción gótica del siglo XIV que se considera monumento histórico.
Poco antes de abandonar Vich, el río forma un interesante meandro, denominado del Pas, de 900 metros de longitud en que el curso da una vuelta casi completa, dejando atrapado un espacio de 7,5 hectáreas en su  interior. En este lugar, y debido a la irregularidad de las precipitaciones, el caudal del río oscila entre 300 y 1.000 litros por segundo.

## Coordenadas
Nacimiento:  41°51′12.26″N 2°19′24.68″E / 41.8534056, 2.3235222
Desembocadura: 41°59′2.157″N 2°18′3.235″E / 41.98393250, 2.30089861